# Starków (Kłodzko)

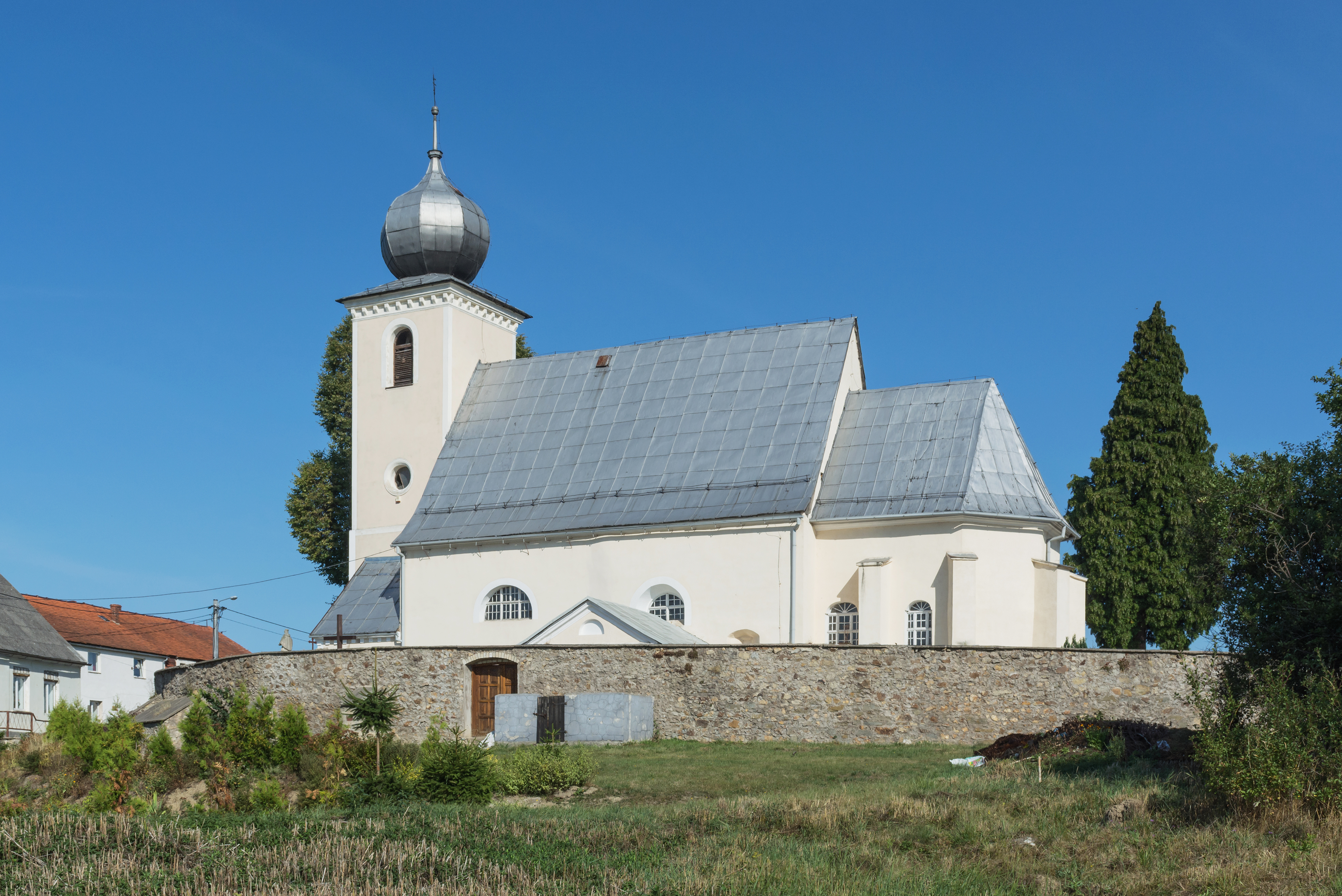
St.-Nikolaus-Kirche

Starków (deutsch: Alt Batzdorf; tschechisch Pertoltov, auch Starý Batzdorf) ist ein Ort in der Landgemeinde Kłodzko im Powiat Kłodzki der Wojewodschaft Niederschlesien in Polen. Es liegt neun Kilometer südwestlich von Kłodzko (Glatz).

## Geographie
Starków liegt an der Straßenverbindung von Stary Wielisław (Alt Wilmsdorf) nach Gorzanów (Grafenort). Nachbarorte sind: nördlich die aufgelassene Siedlung Dunaj (Duhnehäuser), nordöstlich Krosnowice (Rengersdorf), südöstlich Topolice und Gorzanów, südlich Nowa Łomnica (Neu Lomnitz) und Stara Łomnica (Alt Lomnitz) und westlich Starkówek (Neu Batzdorf). Nordöstlich liegt der 400 m hohe Plattenhübel (polnisch Polana), westlich verläuft entlang des Habelschwerdter Gebirges (Góry Bystrzyckie) die Woiwodschaftsstraße 389.

## Geschichte
Altbatzdorf wurde erstmals 1338 urkundlich erwähnt. Damals bezeugte der Pfarrer „Henricus“ aus „Bertholdi villa“ einen Stiftungsbrief. Weitere Schreibweisen waren „Bertholdsdorf“ und „Berzdorf“. Erst im 16. Jahrhundert bürgerte sich – zur Unterscheidung eines gleichnamigen Nachbarortes – die Bezeichnung „Altbatzdorf“ ein. Es gehörte zum böhmischen Glatzer Land, mit dem es die Geschichte seiner politischen und kirchlichen Zugehörigkeit von Anfang an teilte. Das Dorf bestand aus einem Dominialanteil und einem Freirichtergut. Den Dominialanteil besaßen 1340 die Glatzer Bürger Nikolaus Langer und Fritz Vogt. Sie verkauften ihren Besitz 1342 den Brüdern Otto und Reinczko von Glaubitz. Diese veräußerten ihn 1349 dem Prager Erzbischof Ernst von Pardubitz und dessen Brüdern Smil und Wilhelm. Der Kauf wurde am 31. Mai 1349 in Prag durch den Landesherrn Karl IV. bestätigt. 1350 schenkten die drei Brüder diesen Anteil zusammen mit weiteren Besitzungen dem vom Erzbischof gegründeten Glatzer Augustiner-Chorherrenstift.
Der Glatzer Adel bestätigte die Schenkung, nicht einverstanden waren jedoch die Freirichter von „Batzdorf“ und  Niederschwedeldorf, da ihre Rechte dadurch geschmälert wurden, dass sie nicht mehr allein dem böhmischen König, sondern auch dem Propst des Augustiner-Chorherrenstifts unterstanden. Außerdem war für sie nicht mehr das Glatzer Freirichtergericht, sondern die Gerichtsbarkeit des Stifts zuständig. Nach langem Rechtsstreit entschied Kaiser Karl IV. zu Gunsten der beiden Freirichtereien und befahl am 11. August 1366 dem Glatzer Burggrafen, die Privilegien der beiden Freirichtereien zu schützen. Nun behielten sie zwar ihre Steuerfreiheit, verloren jedoch das Patronatsrecht über die Kirchen in Batzdorf und Niederschwedeldorf.
Nachdem das Augustiner-Chorherrenstift in den Wirren der Reformation weitgehend untergegangen war, übergab der letzte Propst Christoph Kirmeser sämtliche zum Stift gehörenden Besitzungen dem Glatzer Jesuitenkolleg. Dieses erwarb um 1602 auch das Altbatzdorfer Freirichtergut mit allen Rechten und den zugehörigen Untertanen und wandelte es zu einem herrschaftlichen Vorwerk um. Als die Jesuiten zu Beginn des Dreißigjährigen Krieges vertrieben wurden, verwaltete deren Güter Valentin von Reichenau.
Im Dreißigjährigen Krieg wurden nach der Schlacht am Weißen Berg im Jahre 1621 Kelche, Glocken, Messgewänder u. a. von der Glatzer antikaiserlichen Besatzung aus der Altbatzdorfer Kirche geraubt. Außerdem verlor Altbatzdorf seine Eigenschaft als Pfarrort. Das Vorwerk wurde den Glatzer Kommandanten Franz von Thurn dem Johann von Eckersdorf und Labitsch übergeben, kurze Zeit später jedoch von den Kaiserlichen abgebrannt. Erst nachdem die Kaiserlichen 1622 die Grafschaft Glatz zurückerobert hatten, wurde Altbatzdorf von der Pfarrei Altwilmsdorf versorgt, wohin es anschließend als Filiale zugewiesen wurde. Die Jesuiten erhielten ihren Besitz zurück und bauten das Vorwerk wieder auf. Im Februar 1648 plünderten die Kaiserlichen das Dorf.
Nach dem Ersten Schlesischen Krieg 1742 und endgültig nach dem Hubertusburger Frieden 1763 fiel Altbatzdorf zusammen mit der Grafschaft Glatz an Preußen. Nach der Aufhebung des Jesuitenordens 1773 wurden dessen Güter zunächst vom Königlichen Schulenamt verwaltet. Von diesem erwarb Altbatzdorf 1788 die Reichsgräfin Franziska von Schlegenberg, Erbfrau auf Regensdorf, von der es 1788 auf ihren Sohn Johann Nepomuk Reichsgrafen von Schlegenberg überging. Er veräußerte das Gut 1805 an den Kriminalrat Ignatz Wanke. Für dieses Jahr sind nachgewiesen: eine Filialkirche, ein Pfarrhaus, eine Schule, ein herrschaftliches Vorwerk, 17 Dienstbauern, je ein Schuhmacher, Schmied und Schneider sowie 25 Gärtner und Häusler.
Nach der Neugliederung Preußens gehörte Altbatzdorf ab 1815 zur Provinz Schlesien und wurde 1816 dem Landkreis Glatz eingegliedert, mit dem es bis 1945 verbunden blieb. 1874 wurde die Landgemeinde Altbatzdorf dem Amtsbezirk Altwilmsdorf eingegliedert. 1939 wurden 343 Einwohner gezählt.
Als Folge des Zweiten Weltkriegs fiel Alt Batzdorf 1945 mit dem größten Teil Schlesiens an Polen und wurde zunächst in Stankowo und 1947 in Starków umbenannt. Die deutsche Bevölkerung wurde, soweit sie nicht vorher geflohen war, vertrieben. Die neu angesiedelten Bewohner waren zum Teil Vertriebene aus Ostpolen, das an die Sowjetunion gefallen war. Die Zahl der Einwohner ging deutlich zurück.
1975–1998 gehörte Starków zur Woiwodschaft Wałbrzych (Waldenburg). Die Kirche ist nunmehr eine Filiale der Pfarrkirche St. Margaretha in Stara Łomnica (Alt Lomnitz).
Freirichteranteil
Dieses Richtergut unterstand zunächst der Obergerichtsbarkeit der Böhmischen Kammer. Nachdem Erzbischof Ernst von Pardubitz und dessen Brüder Smil und Wilhelm den Dominialanteil 1350 dem Glatzer Augustinerkloster schenkten, unterwarf Kaiser Karl IV. auch den Freirichter und dessen Gut dem Augustinerstift.
Bekannte Besitzer des Richterguts waren 1349–1366 ein Henslin und 1416 die Brüder Sigmund, Stephan und Augustin Bertholdsdorf, genannt Beyer. 1461 besaß es ein Arnest, 1520–1533 ein Veit, 1546 Hans Scholz, später Andreas Adler und 1574 Thomas Berzdorfer, der mit Katharina von Pannwitz aus Lomnitz verheiratet war. Deren Sohn Konrad Berzdorfer verkaufte das Richtergut 1602 den Glatzer Jesuiten, die schon den Dominialanteil besaßen.

## Sehenswürdigkeiten
- Die bereits 1338 erwähnte St.-Nikolaus-Kirche wurde um 1400 als gotische Saalkirche neu errichtet und Ende des 17. Jahrhunderts sowie 1794 umgebaut. Das Langhaus trägt ein Tonnengewölbe, der Chor ein Kreuzrippengewölbe und der Turm eine Zwiebelhaube. Die Skulpturen der Muttergottes mit Kind sowie der hll. Barbara und Nikolaus stammen aus der Zeit um 1500. Der Hochaltar entstand um 1690, die Kanzel um 1730. Die Kirche ist von einer Wehrmauer umgeben. Am Tordurchgang befinden sich steinerne Figuren der hll. Nikolaus und Johannes von Nepomuk aus der ersten Hälfte des 18. Jahrhunderts.
- Wegkreuze und andere Bildstöcke.